# القانون الإنجليزي

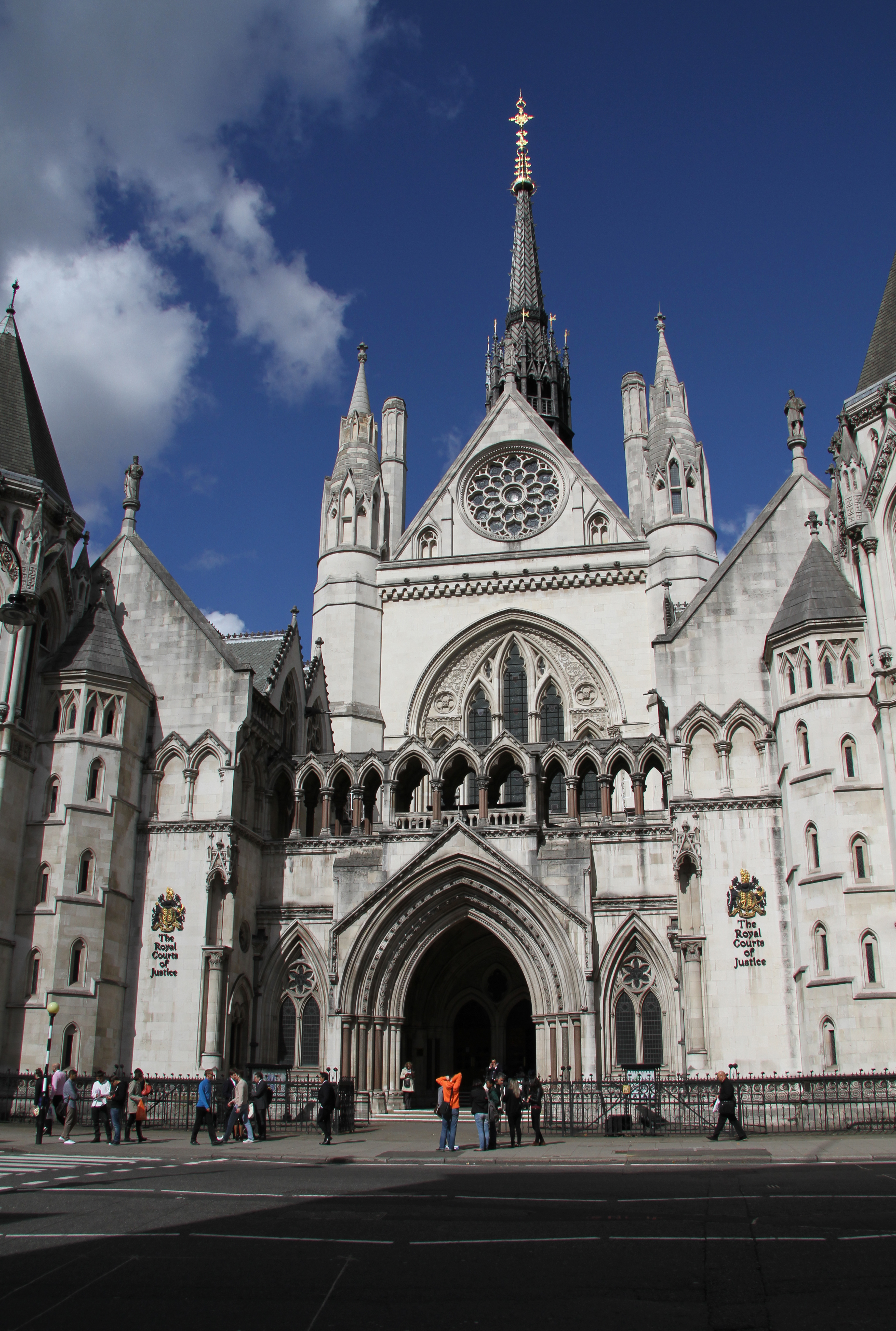
محاكم العدل الملكية في حي ستراند بالعاصمة البريطانية لندن، وهي مقرُّ محكمة العدل العليا ومحكمة الدعوى.

القانون الإنكليزي هو مصطلح يشير في المملكة المتحدة عمومًا إلى النظام القانوني المتَّبع في إنكلترا وويلز.
تحوَّل نظام ويلز السياسي حالياً إلى مجلس وطني، لكن رغم ذلك فإن أيَّ قرارٍ أو تشريع يصدره المجلس يجب أن يُسَنَّ ضمن أطر سياسية محدودة وضعها تعميم حكومة ويلز 2006، إضافةً إلى برلمان المملكة المتحدة أو الجهات القضائية الأخرى التي خوَّلها تعميم حكومة ويلز. وأما أي تشريع يصدر خارج هذه الأطر - أو أي مؤسسة قضائية أخرى إنكليزية أو ويلزية - فيمكن أن يوقفه الجهاز القضائي الموحَّد بإنكلترا وويلز.
يكمن جوهر القانون الإنكليزي في أنَّ المسؤولين عن سنِّه هم قضاة يجلسون في المحاكم، ويطبقون قواعد السوابق القضائية. رغم ذلك، فبحسب القانون الإنكليزي فإن أي قرارٍ تصدره محكمة المملكة المتحدة العليا - وهي محكمة النقض الأعلى في إنكلترا وويلز - يكون ملزماً لكل محكمةٍ أخرى في البلاد. فعلى سبيل المثال يعد القتل جريمةً بالقانون العامّ دون الحاجة إلى دعمه بتعميمٍ برلماني، إلا أنَّ البرلمان يستطيع تنقيح وتعديل القانون العام أو حتى إبطاله، فمثلاً أصبحت عقوبة القتل الآن السجن مدى الحياة عوضًا عن عقوبة الإعدام. على هذا الأساس، يعتمد القانون الإنكليزي والويلزي تولية القانون التشريعي على القانون العام عندما يتعارضان.